# William Bernard Robinson King
William Bernard Robinson King (12 novembre 1889 - 23 janvier 1963) est un géologue britannique.

## Biographie
King fait ses études à l'Université de Cambridge et obtient un baccalauréat spécialisé en géologie en 1912.
Il rejoint le British Geological Survey (alors appelé Geological Survey of Great Britain) et se distingue lors d'études de terrain au Pays de Galles. En 1914, il est nommé sous-lieutenant dans l'armée territoriale et en 1915, il est rapidement formé comme hydrologue et envoyé en France pour aider l'ingénieur en chef du corps expéditionnaire britannique à établir des approvisionnements en eau potable à partir de forages. Il est appelé "le premier hydrogéologue militaire britannique" .
Le plus ancien des trois géologues militaires au début de la Seconde Guerre mondiale, le major King est envoyé en France en 1939  où il donne ensuite des conseils sur les sites appropriés pour les aérodromes et les débarquements du jour J. Il reçoit une Croix militaire en 1940.
En 1943, il occupe la Chaire de professeur woodwardien de géologie de l'université de Cambridge à l'Université de Cambridge.
Il est élu membre de la Royal Society  en 1949.
Il est le père de Cuchlaine King (en)